# Lhakhang

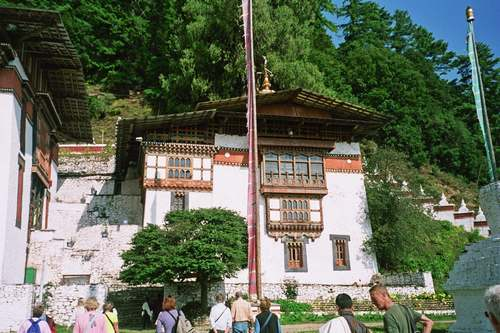
Kuje Lhakhang in de Bumthang vallei in Bhutan

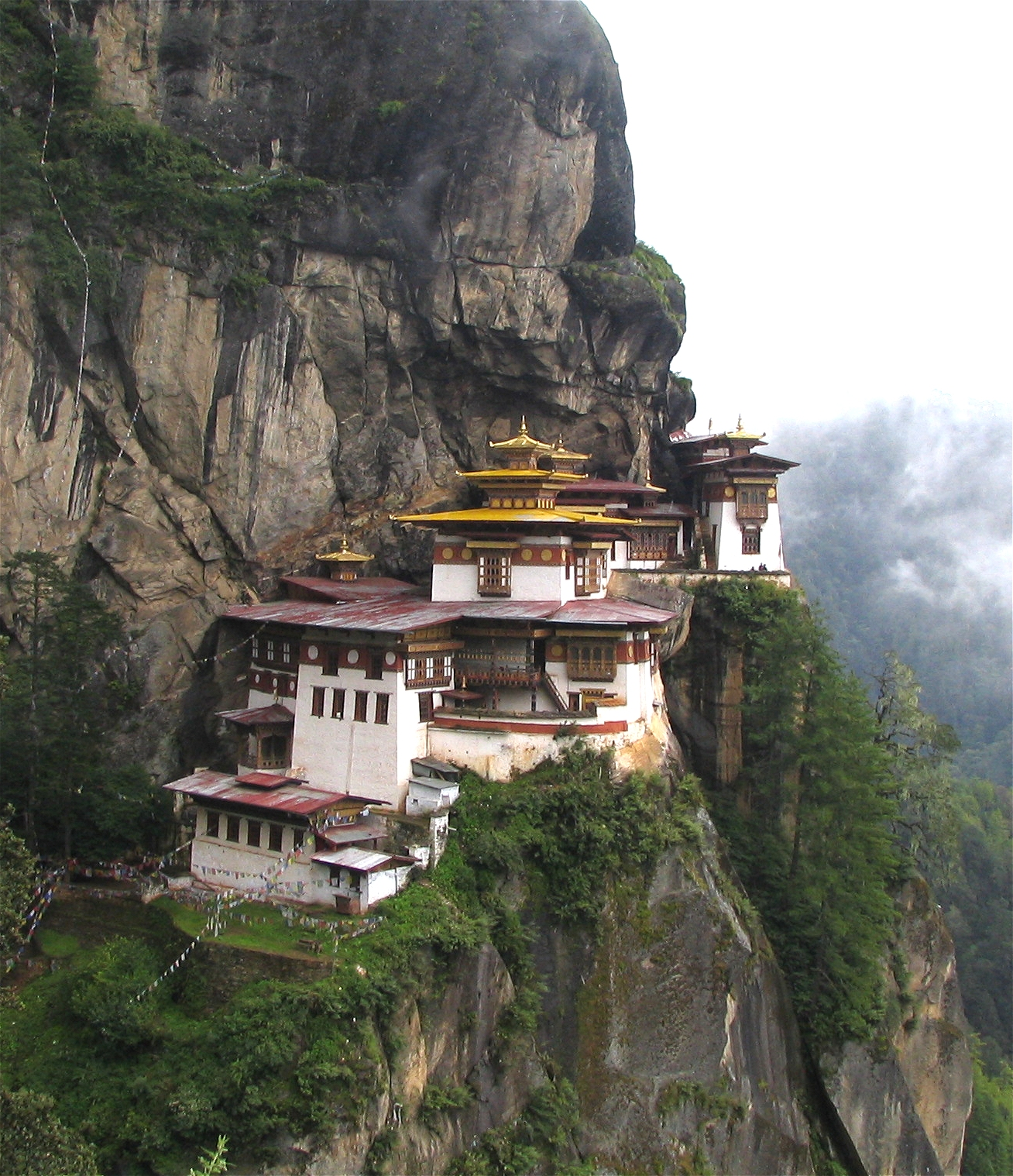
Taksang-lhakhang in Bhutan

Een lhakhang is een Tibetaans boeddhistische tempel. Lhakhangs bevinden zich niet alleen in Tibet, maar in de gehele Himalaya-regio, waaronder Bhutan, Nepal en in het aangrenzende India, zoals in Sikkim.
In een Lhakhang worden heilige voorwerpen bewaard en er vinden religieuze activiteiten plaats. Lhakhang betekent "huis van de goden". Onder goden worden verstaan degenen die verlichting hebben bereikt zoals Gautama Boeddha, zijn volgelingen en andere godheden.
Met meer dan duizend lhakhangs (tempels) en gompa's (kloosters) in Bhutan, kunnen ze in dat land in vrijwel elk dorp en op vrijwel elke bergtop worden gevonden. Hoewel ze niet de afmetingen hebben van een dzong, zijn veel lhakhangs en gompa's ouder dan dzongs, sommige dateren uit de zevende eeuw.
In een dorp is de lhakhang gewoonlijk het meest prominente gebouw. Naast de religieuze, hebben ze ook een sociale en culturele functie omdat er ook veel plaatselijke culturele activiteiten plaatsvinden. De boeddhistische lhakhang is meestal een eenvoudige zaal met een foyer als toegang en een zaal die het belangrijkste altaar van de tempel bevat. Een grote lhakhang kan meerdere kleine lhakhangs bevatten. Behalve een of twee grote zalen zijn er dan ook kleinere ruimten die worden gebruikt voor specifieke Boeddha's, godheden, of doeleinden. Deze worden soms gesponsord door een bepaalde familie of persoon. Meestal is er bijvoorbeeld een aparte ruimte voor de beschermgod van de tempel of het dorp. Naast de tempel staan meestal enkele eenvoudige gebouwen met ruimten voor de monniken.
De layout van een gompa bestaat meestal uit een tempel met één of enkele verdiepingen, geflankeerd door woonruimten voor de monniken.

## Lijst van Lhakhangs
- Jampey Lhakhang
- Kuje Lhakhang
- Kyichu Lhakhang